# Lucy Nethsingha
Lucy Kathleen Nethsingha (ur. 6 lutego 1973 w Southampton) – brytyjska polityk, nauczycielka i działaczka samorządowa, posłanka do Parlamentu Europejskiego IX kadencji.

## Życiorys
Absolwentka Uniwersytetu w Cambridge, ukończyła studia nauczycielskie i z zakresu psychologii. Pracowała jako nauczycielka w szkołach podstawowych. Działaczka Liberalnych Demokratów. W 2009 została radną hrabstwa Cambridgeshire, objęła funkcję przewodniczącej frakcji radnych swojej partii. W 2016 zasiadła w radzie miejskiej w Cambridge. W wyborach w 2019 uzyskała mandat eurodeputowanej IX kadencji.